# Pterygopappus lawrencii
Pterygopappus là một chi thực vật có hoa đơn loài Pterygopappus lawrencei trong họ Cúc (Asteraceae). Chúng được Hook.f. miêu tả khoa học đầu tiên năm 1847.